# Tatjana Trieb
Tatjana Trieb (née le 26 août 1985 à Munich, d'un père italien et d'une mère allemande) est une actrice allemande.
À l'âge de 7 ans, elle apparaît dans un clip musical d'Anno Saul aux côtés du chanteur Hubert Kah.
À 9 ans, elle est choisie par Caroline Link pour interpréter un des rôles principaux de son film Jenseits der Stille (Au-delà du silence). Elle endosse donc le rôle de Lara, clarinettiste de 8 ans, dont les parents sont sourds-muets.
Après le succès de ce film, elle est sélectionnée pour le Young Artist Award, dans la catégorie "meilleure performance dans un film étranger". Elle recevra d'autres propositions qui seront refusées par ses parents ; elle ne tournera que Grüne Wüste de Saul. Pour ce rôle, elle suivra pendant quelques semaines des cours de théâtre. Elle interprète une adolescente amoureuse d'un garçon (joué par Robert Gwisdek) atteint de leucémie.

## Filmographie
- 1996 : Jenseits der Stille (Au-delà du silence)
- 1999 : Grüne Wüste